# Condado de Pickett (Tennessee)
O Condado de Pickett é um dos 95 condados do Estado americano do Tennessee. A sede do condado é Byrdstown, e sua maior cidade é Byrdstown. O condado possui uma área de 452 km² (dos quais 30 km² estão cobertos por água), uma população de 4,945 habitantes, e uma densidade populacional de 12 hab/km² (segundo o censo nacional de 2000). O condado foi fundado em 1870, e oficialmente organizado em 1879.